# Zoucheng
Zoucheng, tidigare känd som Tsowhsien, är en stad på häradsnivå under Jinings stad på prefekturnivå i Shandong-provinsen i norra Kina. Den ligger omkring 140 kilometer söder om provinshuvudstaden Jinan.  
Under västra Zhoudynastin var Zoucheng huvudstad i det gamla riket Zou och efter Qindynastins enande av Kina 221 f.Kr. blev orten ett härad med namnet Zou. Staden är särskilt känd som den konfucianske filosofen Mencius' förmodade födelseort.
1992 ombildades orten till en stad på häradsnivå och fick sitt nuvarande namn.